# Dircemella
Dircemella is een geslacht van kevers uit de familie bladkevers (Chrysomelidae).
De wetenschappelijke naam van het geslacht werd in 1902 gepubliceerd door Julius Weise.

## Soorten
- Dircemella batesi (Jacoby, 1884)
- Dircemella dircemoides (Harold, 1879)
- Dircemella humeralis Laboissiere, 1930
- Dircemella marginata (Baly, 1879)
- Dircemella minuta Laboissiere, 1920